# Synagoga Ohel Jakow w Gródku
Synagoga Ohel Jakow w Gródku (z hebr. Namiot Jakuba) – nieistniejąca, drewniana synagoga znajdująca się w Gródku, przy ulicy Fabrycznej.
Synagoga została zbudowana około 1909 roku z inicjatywy i funduszy Wolfa Goldfarba, na miejscu starszej synagogi. Została prawdopodobnie nazwana na cześć jednego z przodków fundatora bożnicy. Podczas II wojny światowej, po wkroczeniu wojsk niemieckich do Gródka w 1941 roku synagoga została doszczętnie zniszczona i następnie rozebrana. Po zakończeniu wojny nie została odbudowana.
Murowany budynek synagogi wzniesiono na planie prostokąta. Wewnątrz we wschodniej części znajdowała się główna sala modlitewna, a w zachodniej znajdował się przedsionek, nad którym na piętrze mieścił się babiniec. Całość była przykryta dachem dwuspadowym. Jedynym zewnętrznym ozdobnikiem był fronton synagogi.